# Don McNeal
(en) Statistiques sur pro-football-reference
Don McNeal (né le 6 mai 1958 à Atmore dans l'Alabama) est un joueur américain de football américain.

## Carrière

### High School et Université
McNeal naît et vit pendant sa jeunesse à Atmore dans l'Alabama. Diplômé de l'Escambia Country High School en Alabama en 1976, il est aussi la star de l'équipe de football de l'école.
Il entre à l'université de l'Alabama en 1977 et est entrainé par Paul Bryant avec qui il remporte le championnat national en 1979 alors qu'il est capitaine de cette équipe.

### NFL
Il est drafté en 1980 au premier tout par les Dolphins de Miami et rentre dans la franchise comme étant defensive back bien que son poste de prédilection est cornerback. Il débute lors de la saison 1980 et joue 13 matchs réalisant cinq interceptions. Lors de la saison 1982, il perd avec les Dolphins le Super Bowl XVII contre les Redskins de Washington et est impliqué dans une action qui reste gravée dans les mémoires de certains après qu'il ne réussit pas à plaquer le running back John Riggins lors d'une quatrième tentative (4e down), celui-ci fera une course de 43 yards pour inscrire le touchdown de la victoire pour les Redskins.
Après ce cuisant échec, il revient deux ans plus tard au stade du Super bowl lors de la saison 1984 mais doit essuyer une nouvelle défaite ; McNeal sera nommé, tout comme en 1982, joueur de l'année chez les Dolphins (Dolphin's player of the year).
Après cette saison, il commence à ne plus devenir titulaire et doit se contenter de rentrer en cours de match réalisant encore quelques prouesses (deux interceptions en 1986, une en 1988 et trois en 1989). Il met un terme à sa carrière en 1989.

## Après le football
McNeal devient pasteur à l'église baptiste du Nouveau Testament en Floride du Sud et membre d'une association aidant les jeunes et les adultes à se réinsérer dans la société après divers problèmes.
Il écrit une autobiographie où il raconte sa vie en détail.